# EMRO
EMRO – EM Research Organization, międzynarodowa organizacja pozarządowa powołana przez Prof. Teruo Higa z Uniwersytetu Ryukyus na Okinawie. Ma na celu propagowanie 
filozofii i technologii efektywnych mikroorganizmów. Angażuje się w programy dotyczące ochrony środowiska na całym świecie.